# Guido Onor
Guido Onor (Arona, 20 giugno 1948) è un ex calciatore italiano, di ruolo difensore.

## Carriera
Nella sua prima stagione da professionista, nell'annata 1967-1968, ha collezionato 2 presenze in Serie A con la maglia della Juventus.
Ha inoltre totalizzato 130 presenze in Serie B nelle file di Lazio, Monza, Livorno e Mantova, vincendo il campionato cadetto con la Lazio nella stagione 1968-1969, senza però venire confermato dai biancocelesti per il successivo campionato in massima serie.

## Palmarès

### Club

#### Competizioni nazionali
- Campionato italiano di Serie B: 1

Lazio: 1968-1969